# Balslev Sogn
Balslev Sogn ist eine Kirchspielsgemeinde (dän.: Sogn) im südlichen Dänemark. Bis 1970 gehörte sie zur Harde Vends Herred im damaligen Odense Amt, danach zur Ejby Kommune im  Fyns Amt, die im Zuge der  Kommunalreform zum 1. Januar 2007 in der „neuen“  Middelfart Kommune in der Region Syddanmark aufgegangen ist.
Im Kirchspiel leben 286 Einwohner (Stand:1. Januar 2023). Im Kirchspiel liegt die Kirche „Balslev Kirke“.
Nachbargemeinden sind im Norden Nørre Aaby Sogn, im Nordosten Indslev Sogn, im Osten Ejby Sogn, im Süden Ørslev Sogn, im Westen Føns Sogn und im Nordwesten Udby Sogn.